# Râul Drăculea, Berivoi
Râul Drăculea este un afluent al râului Berivoi. 